# Salix pseudowallichiana
Salix pseudowallichiana är en videväxtart som beskrevs av Goerz, Alfred Rehder och Kobuski. Salix pseudowallichiana ingår i släktet viden, och familjen videväxter. Inga underarter finns listade i Catalogue of Life.